# 이집트 농업박물관
이집트 농업박물관(Agricultural Museum)은 이집트 카이로에 있는 박물관이다.
이집트 농업박물관 건물은 이스마일 파샤의 딸인 파티마 공주가 사용하던 궁전으로 1930년에 건축이 시작되었다.